# Associazione Calcio Udinese 1951-1952
Questa voce raccoglie le informazioni riguardanti l'Associazione Calcio Udinese nelle competizioni ufficiali della stagione 1951-1952.

## Rosa
| N. |                   | Ruolo | Calciatore        |
| -- | ----------------- | ----- | ----------------- |
|    | Italia (bandiera) | P     | Marco Brandolin   |
|    | Italia (bandiera) | P     | Giovanni Romano   |
|    | Italia (bandiera) | D     | Arturo Morelli    |
|    | Italia (bandiera) | D     | Renato Toso       |
|    | Italia (bandiera) | D     | Germano Travagini |
|    | Italia (bandiera) | D     | Oscarre Vicich    |
|    | Italia (bandiera) | D     | Luigi Zorzi       |
|    | Italia (bandiera) | C     | Mido Bimbi        |
|    | Italia (bandiera) | C     | Severino Feruglio |
|    | Italia (bandiera) | C     | Silvano Moro      |
|    | Italia (bandiera) | C     | Cirano Snidero    |

| N. |                      | Ruolo | Calciatore        |
| -- | -------------------- | ----- | ----------------- |
|    | Italia (bandiera)    | C     | Jone Spartano     |
|    | Italia (bandiera)    | A     | Giancarlo Bacci   |
|    | Belgio (bandiera)    | A     | Luigi Bares       |
|    | Italia (bandiera)    | A     | Ercole Castaldo   |
|    | Italia (bandiera)    | A     | Stelio Darin      |
|    | Italia (bandiera)    | A     | Amos Mariani      |
|    | Danimarca (bandiera) | A     | Johannes Pløger   |
|    | Italia (bandiera)    | A     | Giuseppe Rinaldi  |
|    | Danimarca (bandiera) | A     | Erling Sørensen   |
|    | Italia (bandiera)    | A     | Giovanni Virginio |

## Risultati

### Serie A

#### Girone di andata
| Arbitro: | Carpani (Milano) |

|             |           |            |
| Rinaldi 32’ | Marcatori | 25’ Masoni |

| Arbitro: | Savio (Torino) |

|                                           |           |             |
| Antoniotti 33’ Flamini 58’ Puccinelli 60’ | Marcatori | 42’ Rinaldi |

| Arbitro: | Massai (Pisa) |

|           |           |             |
| Bacci 80’ | Marcatori | 11’ Renosto |

| Trieste 30 settembre 1951 4ª giornata | Triestina          | 0 – 0 | Udinese | Stadio Comunale\| Arbitro: \| Bernardi (Bologna) \| |
| Arbitro:                              | Bernardi (Bologna) |       |         |                                                     |

| Arbitro: | Gemini (Roma) |

|                        |           |           |
| Virginio 48’ Bacci 86’ | Marcatori | 35’ Mazza |

| Arbitro: | Canavesio (Torino) |

|                                   |           |                                |
| Cervato 36’ Galassi 56’ Ekner 86’ | Marcatori | 21’ E. Sørensen 35’, 70’ Bares |

| Arbitro: | Bellè (Venezia) |

|  |           |                                    |
|  | Marcatori | 16’ Bronée 34’ Di Maso 74’ Giaroli |

| Arbitro: | Occhinegro (Taranto) |

|                                                        |           |              |
| J. Hansen 52’, 60’, 64’ Boniperti 56’ K. A. Hansen 70’ | Marcatori | 89’ Castaldo |

| Arbitro: | Cartei (Firenze) |

|                                  |           |                  |
| Bacci 2’ 69’ Cattaneo 49’ (aut.) | Marcatori | 24’ Santagostino |

| Arbitro: | Valsecchi (Roma) |

|                                       |           |                     |
| Piola 9’ Alberico 10’, 87’ Feccia 75’ | Marcatori | 47’ (aut.) Mainardi |

| Arbitro: | Maurelli (Roma) |

|  |           |             |
|  | Marcatori | 67’ La Rosa |

| Arbitro: | Canavesio (Torino) |

|                        |           |                                          |
| Bülent 21’ Colombi 33’ | Marcatori | 35’ Rinaldi 46’ E. Sørensen 66’ Spartano |

| Arbitro: | Gemini (Roma) |

|                 |           |            |
| Rinaldi 2’, 71’ | Marcatori | 77’ Armano |

| Arbitro: | Marchetti (Milano) |

|                           |           |          |
| Andersen 3’ Prunecchi 49’ | Marcatori | 7’ Bacci |

| Arbitro: | Silvano (Torino) |

|                            |           |                    |
| Rinaldi 21’, 43’ Bacci 82’ | Marcatori | 34’ (rig.) Baldini |

| Arbitro: | Marchetti (Milano) |

|              |           |             |
| Lucchesi 52’ | Marcatori | 49’ Mariani |

| Arbitro: | Cartei (Firenze) |

|                 |           |  |
| Cappello 4’, 9’ | Marcatori |  |

| Arbitro: | Righi (Milano) |

|              |           |  |
| Bassetto 30’ | Marcatori |  |

| Arbitro: | Gemini (Roma) |

|                    |           |               |
| Rinaldi 76’ (rig.) | Marcatori | 43’ Cavigioli |

#### Ritorno
| Arbitro: | Canavesio (Torino) |

|             |           |                  |
| Astorri 33’ | Marcatori | 40’, 73’ Rinaldi |

| Arbitro: | Massai (Pisa) |

|             |           |            |
| Rinaldi 71’ | Marcatori | 35’ Larsen |

| Milano 17 febbraio 1952 22ª giornata | Milan            | 0 – 0 | Udinese | Stadio San Siro\| Arbitro: \| Jonni (Macerata) \| |
| Arbitro:                             | Jonni (Macerata) |       |         |                                                   |

| Arbitro: | Marchetti (Milano) |

|                                        |           |  |
| Spartano 65’ E. Sørensen 76’ Bacci 78’ | Marcatori |  |

| Reggio nell'Emilia 9 marzo 1952 24ª giornata | Legnano             | 0 – 0 | Udinese | Stadio Mirabello\| Arbitro: \| Longagnani (Modena) \| |
| Arbitro:                                     | Longagnani (Modena) |       |         |                                                       |

| Arbitro: | Valsecchi (Milano) |

|  |           |                                             |
|  | Marcatori | 17’ Chiappella 27’ Beltrandi 87’ Roosenburg |

| Arbitro: | Matucci (Seregno) |

|                         |           |           |
| Torti 54’ Micheloni 87’ | Marcatori | 56’ Darin |

| Arbitro: | Orlandini (Roma) |

|                           |           |                                                              |
| E. Sørensen 73’ Darin 82’ | Marcatori | 5’, 39’, 47’ Vivolo 30’, 50’ J. Hansen 65’, 83’ K. A. Hansen |

| Arbitro: | Bernardi (Bologna) |

|                                                     |           |  |
| Zorzi 47’ (aut.) J. Sørensen 61’ (rig.) Jeppson 70’ | Marcatori |  |

| Arbitro: | Marchetti (Milano) |

|                     |           |  |
| De Togni 56’ (aut.) | Marcatori |  |

| Arbitro: | Gemini (Roma) |

|               |           |  |
| Belcastro 50’ | Marcatori |  |

| Arbitro: | Orlandini (Roma) |

|                  |           |           |
| Zorzi 59’ (rig.) | Marcatori | 5’ Bülent |

| Arbitro: | Canavesio (Torino) |

|             |           |            |
| Lorenzi 63’ | Marcatori | 59’ Pløger |

| Arbitro: | Marchetti (Milano) |

|                                  |           |             |
| E. Sørensen 24’, 47’ Rinaldi 77’ | Marcatori | 53’ Novello |

| Arbitro: | De Leo (Mestre) |

|                                                      |           |  |
| Baldini 2’ Giovetti 61’, 78’ Pinardi 35’ Turconi 39’ | Marcatori |  |

| Arbitro: | Gemini (Roma) |

|                       |           |  |
| Rinaldi 23’ Darin 67’ | Marcatori |  |

| Arbitro: | Orlandini (Roma) |

|  |           |                                |
|  | Marcatori | 13’ (aut.) Snidero 44’ Tacconi |

| Arbitro: | Marchetti (Milano) |

|                           |           |  |
| E. Sørensen 52’ Darin 75’ | Marcatori |  |

| Torino 22 giugno 1952, ore 16:30 UTC+1 38ª giornata | Torino        | 0 – 0 | Udinese | Stadio Filadelfia (7.800 spett.)\| Arbitro: \| Gemini (Roma) \| |
| Arbitro:                                            | Gemini (Roma) |       |         |                                                                 |

## Statistiche
Fonte:

### Statistiche di squadra
| Competizione | Punti | In casa | In casa | In casa | In casa | In casa | In casa | In trasferta | In trasferta | In trasferta | In trasferta | In trasferta | In trasferta | Totale | Totale | Totale | Totale | Totale | Totale | DR  |
| Competizione | Punti | G       | V       | N       | P       | Gf      | Gs      | G            | V            | N            | P            | Gf           | Gs           | G      | V      | N      | P      | Gf     | Gs     | DR  |
| ------------ | ----- | ------- | ------- | ------- | ------- | ------- | ------- | ------------ | ------------ | ------------ | ------------ | ------------ | ------------ | ------ | ------ | ------ | ------ | ------ | ------ | --- |
| Serie A      | 34    | 19      | 9       | 5       | 5       | 28      | 26      | 19           | 2            | 7            | 10           | 15           | 36           | 38     | 11     | 12     | 15     | 43     | 62     | -19 |
| Totale       | -     | 19      | 9       | 5       | 5       | 28      | 26      | 19           | 2            | 7            | 10           | 15           | 36           | 38     | 11     | 12     | 15     | 43     | 62     | -19 |

### Statistiche dei giocatori
| Giocatore    | Serie A  | Serie A |
| Giocatore    | Presenze | Reti    |
| ------------ | -------- | ------- |
| G. Bacci     | 30       | 8       |
| L. Bares     | 3        | 2       |
| M. Bimbi     | 21       | 0       |
| M. Brandolin | 34       | -51     |
| E. Castaldo  | 17       | 0       |
| S. Darin     | 9        | 4       |
| S. Feruglio  | 20       | 0       |
| A. Mariani   | 36       | 1       |
| A. Morelli   | 2        | 0       |
| S. Moro      | 30       | 0       |
| J. Pløger    | 14       | 1       |
| G. Rinaldi   | 27       | 13      |
| G. Romano    | 4        | -11     |
| C. Snidero   | 17       | 0       |
| E. Sørensen  | 34       | 7       |
| J. Spartano  | 23       | 2       |
| R. Toso      | 20       | 0       |
| G. Travagini | 32       | 0       |
| O. Vicich    | 29       | 0       |
| G. Virginio  | 1        | 1       |
| L. Zorzi     | 15       | 1       |